# فيصل الثاني
الملك فيصل الثاني (2 مايو 1935 – 14 يوليو 1958)، هو آخر ملوك العراق، تولى الحكم من 4 أبريل 1939 حتى مقتله في انقلاب 14 تموز عام 1958، والذي أنهى الحكم الملكي الهاشمي في العراق الذي استمر 37 عامًا، وأُعلن بعدها قيام الجمهورية العراقية.
كان فيصل الابن الوحيد للملك غازي والملكة عالية، اعتلى العرش وهو في الثالثة من عمره بعد وفاة والده في حادث سيارة. وبسبب صغر سنه، تولّى خاله الأمير عبد الإله منصب الوصي على العرش. في عام 1941، وقع انقلاب عسكري موالٍ لدول المحور أطاح بالوصي، لكن القوات البريطانية سارعت إلى التدخل عسكريًا وأعادت عبد الإله إلى السلطة.
خلال الحرب العالمية الثانية، نُقل فيصل مع والدته إلى بريطانيا حيث تلقى تعليمه في مدرسة هارو، إلى جانب ابن عمه حسين بن طلال، الذي أصبح لاحقًا ملك الأردن. وفي مايو 1953، أنهى فيصل فترة الوصاية وبدأ حكمه الفعلي بعد بلوغه السن القانونية.
شهدت فترة حكمه اضطرابات إقليمية، أبرزها إسقاط الملكية في مصر عام 1952، ثم إعلان الجمهورية العربية المتحدة بين مصر وسوريا عام 1958، ما زاد من تصاعد التيارات المناهضة للملكية في العراق. وبالرغم من تأسيس الاتحاد العربي الهاشمي بين العراق والأردن في فبراير 1958 برئاسة فيصل، إلا أن ذلك لم ينجح في تهدئة المعارضة.
وفي 14 يوليو 1958، قاد الضابط عبد الكريم قاسم انقلابًا عسكريًا أطاح بالنظام الملكي. وخلال الأحداث، أعدم فيصل وعدد من أفراد العائلة المالكة، منهياً بذلك الحقبة الهاشمية في العراق.

## نشأته
جده هو فيصل الأول والذي كان ملكاً على سوريا ثم أصبح أول ملك على العراق، وفيصل الأول هو ابن الشريف حسين بن علي الهاشمي شريف مكة، وقائد الثورة العربية الكبرى ضد العثمانيين، وفيصل الأول هو شقيق الملك عبد الله الأول ملك المملكة الأردنية الهاشمية.
أما الملك طلال والد الملك الحسين بن طلال فهو ابن عم الملك غازي والد الملك فيصل الثاني، وقد روى الملك الحسين بن طلال في كتابه «مهنتي كملك» قصص زياراته للملك فيصل الثاني في العراق وكان يدعوه بإبن عمي.

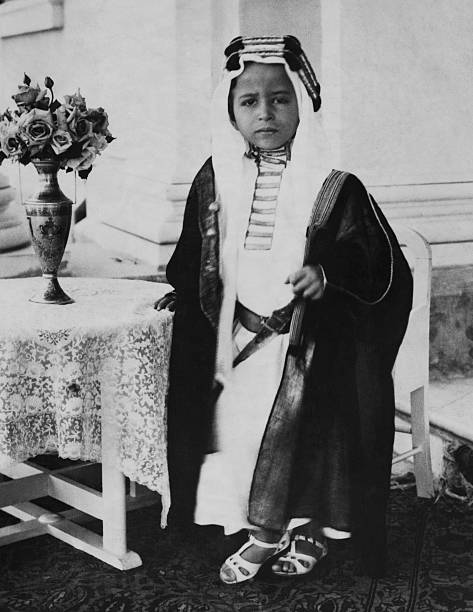
الملك فيصل الثاني عندما كان يبلغ من العمر 5 سنوات

ولد في بغداد في 2 أيار/مايو 1935، ونشأ فيها ودرس العلوم ومبادئ اللغة العربية والأدب العربي على يد أساتذة خصوصيين أشرف عليهم العلامة مصطفى جواد، وهو الابن الوحيد لوالده الملك غازي، وأشرفت على تربيته والدته الملكة عالية بنت الملك علي بن حسين وعاونتها في ذلك المربية الإنكليزية (مس روزاليندا ريموس)، الا أنه فقد منذ طفولته المبكرة والده الملك غازي في حادث السيارة المعروف، وكانت المربية مس ريموس تعمل في العائلة المالكة في الفترة (1943-1946)، وعلى الرغم من قصر هذه الفترة إلا انها كانت كافية لتعليمه اللغة الإنجليزية وبعض الآداب العامة في المجتمعات الغربية، ولقد ذكرت الأميرة بديعة (في مذكرات وريثة العروش) أن الملكة عالية توفيت في أواخر عام 1950م لتصبح الأميرة عابديّة أخت الملكة عالية بمثابة الأم للملك فيصل الثاني.

### المرحلة الابتدائية
درس المرحلة الابتدائية في مدرسة المأمونية التي كانت واقعة في منطقة الميدان عند منطقة باب المعظم كما درس فيما بعد في كلية فيكتوريا الانكليزية الواقعة في مدينة الإسكندرية في مصر مع قريبه الحسين بن طلال ملك الأردن السابق.
أنهى دراسته الابتدائية في سنة 1947.

### المرحلة الثانوية

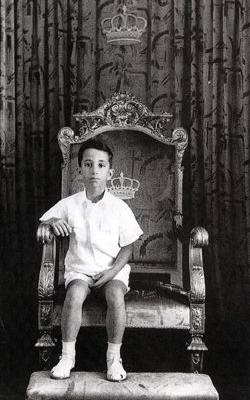
الملك فيصل يجلس على كرسي العرش في سن السابعة

سافر إلى لندن للدراسة حيث التحق بمدرسة «ساندويس» ثم التحق بكلية «هارو» في 7 أيار/مايو 1949، وعاد منها إلى بغداد في 30 آذار/مارس 1950، عاد بعدها إلى لندن لإكمال دراسته أيضاً، لكنه هذه المرة لم يكن وحده بل رافقته أمه الملكة عالية، وكانت أمه إثناء مرافقتها له تستكمل علاجها هناك لأنها كانت مريضة وتزامنت دراسته هذه المرة مع ابن عمه الملك حسين بن طلال الذي كان مقارِبا لعمره وصديقاً حميماً له وكانت تربطهما علاقات متينة إلى أن تخرج فيها بتاريخ 23 تشرين الأول/أكتوبر1952. وعاد إلى بغداد في 30 تشرين الثاني/نوفمبر1952.

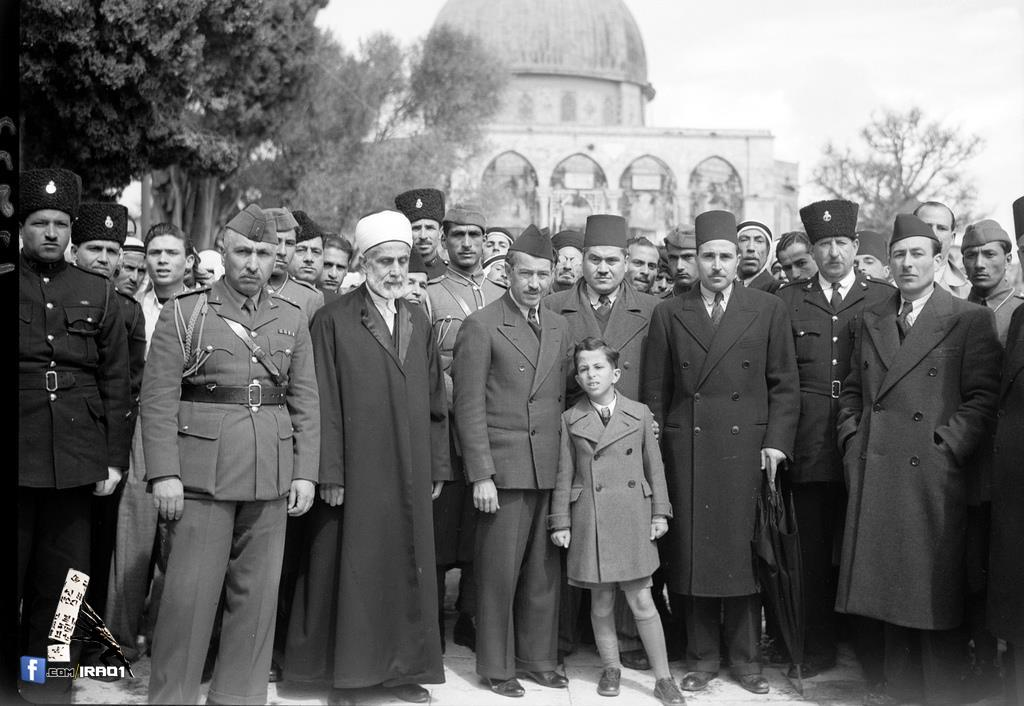
صورة لملك فيصل في زيارة إلى المسجد الأقصى

## علاقته بخاله الأمير عبد الإله
بعد وفاة الملك غازي في 4 نيسان/أبريل 1939 بحادث سيارة، آل العرش إلى ولده الوحيد الملك فيصل، من زوجته الملكة عالية والذي كان آنذاك في الرابعة من عمره، ولهذا عين خاله الأمير عبد الإله وصياً على العرش فيما كان نوري السعيد هو الذي يدير الدولة العراقية كرئيس لمجلس الوزراء.
و قد كان خاله الوصي على العرش الأمير عبد الإله من أكثر المقربين للملك فيصل الثاني لاسيما بعد وفاة والدته الملكة عالية سنة 1950، وكان الأمير عبد الإله يرافقه في جولاته خارج العراق، فرافقه في زيارته إلى إيران بدعوة من الشاه محمد رضا بهلوي في 18 تشرين الأول/أكتوبر 1957 وكذلك إلى السعودية في 24 كانون الأول/ديسمبر
1957 م والأردن.
بعد فشل حركة رشيد عالي الكيلاني في 1941 عاد الوصي عبد الإله إلى العراق بمساعدة الإنجليز وقد تغيرت نظرة الشعب العراقي تجاه العرش بشخص الأمير عبد الإله، ومع هذا ظل العراقيون ينظرون إلى الملك فيصل باعتباره نجل ملكهم المحبوب غازي الأول وكانوا يأملون منه كل خير فرغم ما حدث لم ينقطع الرباط الوثيق الذي أقامه الملك غازي بين العرش والشعب العراقي وظل أمله كبيراً في الملك.
كانت الظروف السياسية التي تحيط بالملك فيصل في غاية الحساسية والتأزم، حيث كانت وصاية خاله الأمير عبد الإله عليه وشخصيته القوية والمتنفذة في البلد، إضافة إلى سيطرة نوري السعيد بنفوذه الواسع والمتعدد والمدعوم بشكل مباشر وعلني من الإنجليز، كل ذلك جعل الملك الشاب فيصل في حالة من التردد وعدم القدرة لا يحسد عليها أبدا وهو ذاك الفتى الشاب الهادئ الوديع والذي لا يعرف دروب السياسة الشائكة ولا ألاعيبها المختلفة، ومع كل هذا مارس الملك فيصل الثاني نشاطا ملحوظا لمعالجة المشاكل الاقتصادية التي كان العراق يعاني منها، فأولى اهتمامه للجانب الاقتصادي فوضع خطة سُميت بمجلس الأعمار نهضت بإنشاء كثير من المشاريع الكبرى والمهمة والحيوية للبلد.
ولقد نجح الأمير عبد الإله في غرس شعور في نفس الملك بأنه قادر على إدارة مسؤوليات الدولة والحكم وتصريف شؤون البلاد لما له من خبرة في معرفة رجال الدولة وقضاياها وبأنه يستطيع إيجاد الحلول المناسبة لكل موقف وظرف فنشأ الملك فيصل وهو يؤمن في قرارة نفسه أن خاله يستطيع أن يتحمل عنه تبعات الملك بما خلق لديهِ مسبقاً إحساس الإتكال وترك الأمور ليتصرف بها، لإنه درج على ذلك منذ طفولته حتى وجدها
يعد ذلك أمراً واقعاً هذا إذا اضفنا أن تقاليد الأسرة الهاشمية كانت شديدة التمسك فيما يتعلق باحترام رأي من هو أكبر سناً وهذا ما جبل عليهِ أفراد هذه الأسرة.

## الملك فيصل في القدس
لم تتوفّر معلومات كثيرة دقيقة عن زيارة ملك العراق الطفل فيصل إلى القدس، إلّا أنّ ورد في الأرشيف الرقميّ للصحافة العربيّة التاريخيّة في فلسطين العثمانيّة والانتدابيّة أن المجلس الإسلامي الأعلى أطلق على باب العتم أسم باب الملك فيصل بعد زيارة الملك فيصل الثاني للقدس عام 1943، حيث تبرّع آنذاك بعمارة هذا الباب في المسجد الأقصى، وعندما زار القدس كان كثيرًا ما يطرح المتابعون لأحداث التاريخ الحديث والمدقّقون لتفاصيله أسئلة للبحث والتفكير حول سبب زيارة الملك مرتين للقدس خلال أقل من عامين.

## انتهاء فترة الوصاية وتتويجه ملكاً
في 2 أيار/مايو 1953 أكمل الملك فيصل الثامنة عشرة من عمره فانتهت وصاية خاله عبد الإله على عرش العراق بتتويجه ملكا دستوريا على العراق. وأعلن ذلك اليوم عيداً رسمياً لتولي الملك سلطاته الدستورية. وقد تزامن تتويجه مع تتويج ابن عمه الملك الحسين بن طلال ملكاً على الأردن في عمان.

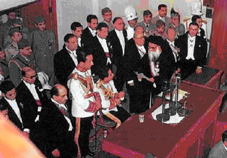
الملك فيصل يؤدي اليمين الدستورية في مجلس النواب

وقد حضر الملك فيصل الثاني صباح يوم السبت الثاني من أيار - مايو لسنة 1953 إلى مجلس النواب بحضور الأعيان والنواب وأدّى اليمين الدستورية التي نصها:
«أقسم بالله أنني أحافظ على أحكام القانون الأساسي واستقلال البلاد والإخلاص للأمة والوطن»
ثم تلا خطابا هذا نصه:
"حضرات الأعيان والنواب
أحييكم وأحيي الشعب العراقي الكريم بكم.
بحول الله تعالى وقوته، سأمارس منذ اليوم الأول واجباتي الدستورية، وذلك بمؤازرة المسؤولين في إدارة المملكة ومعاضدة شعبي العزيز وممثليه، ملكا دستوريا حريصا على الأسس الديمقراطية داعيا الله عزّ وجل ان يعاضدني ويأخذ بيدي لخدمة شعبي العزيز والترفيه عنه بكل الوسائل الممكنة لدي، كما أني سوف أحصر كل جهودي لتأمين أسمى غاياته.
وإني أتضرع اليه تعالى أن يوفقني وإياكم لخدمة وطننا العزيز، ولي عظيم الثقة بأنكم ستشدون أزري بتوحيد صفوفكم وجهودكم الصادقة لنتعاون جميعا لتحقيق أهدافنا القومية.
وقبل أن أختم كلمتي هذه لابد لي من أن أشكر خالي العزيز على أداءه واجب الوصاية على العرش بكل حرص وإخلاص، وعلى عنايته الفائقة في إعدادي لهذا اليوم كأب شفوق، ولابد لي أيضا أن أشيد في هذا اليوم بذكرى أمي الحنون رحمها الله، أمي الفاضلة التي حرصت على تربيتي واحتضنتني طيلة أيام حياتها القصيرة بكل حنان وتضحية ونكران للذات وغذتني بالفضيلة وحب الخير للجميع، وهيأتني لكم ولأقوم بخدمة شعبي على أحسن مايرام والله تعالى ولي التوفيق " 
ظن الناس أن الأمير عبد الإله سيتخلى عن واجبات الوصاية ويترك أمور البلاد إلى الملك فيصل لكن عبد الإله عمل على تقويم الملك فيصل الثاني فاستمر يقحم نفسه في كل صغيرة وكبيرة كما لو أن وصايته عليه ظلت مستمرة وإلى ما لانهاية. لقد بقي الأمير عبد الإله خلف الملك يسيره ويأمره بعد أن تمكن من زرع بذور الطاعة له في نفسه ولم يتمكن الإفلات من هذا الطوق والاقتراب من الشعب أو الإتصال به وتحسس رغباته ومطاليبه وأخذ عبد الإله يصاحب الملك أينما اتجه واينما سافر للتفاوض ويبدو أن الحكام العرب كانوا يدركون موقف الملك فيصل الثاني تجاه القضايا السياسية والمهمة ويعرفون أنه دون المهمات المناطة به لقلة تجربته وأن الحل والعقد بيد خاله ولي العهد.

## الاتحاد العربي الهاشمي
دعا الملك الحسين بن طلال ملك الأردن في شباط/فبراير 1958 إلى إقامة اتحاد عربي هاشمي بين المملكتين الهاشميتين في العراق والأردن لحفظ توازن القوى في المنطقة أعقاب تشكيل الجمهورية العربية المتحدة بين مصر وسوريا وأطلقوا عليه تسمية دولة الإتحاد الهاشمي العربي، وعضويته مفتوحة لكل دولة عربية ترغب في الانضمام إليه بالاتفاق مع حكومة الاتحاد" وعلى احتفاظ "كل دولة من أعضاء الاتحاد بشخصيتها الدولية المستقلة وبنظام الحكام القائم فيها". ينص الدستور كذلك على أن ملك العراق هو رئيس الاتحاد وأن مقر حكومة الاتحاد يكون بصفة دورية ستة أشهر في بغداد وستة أشهر في عمان، أصبح الملك فيصل الثاني ملكا للإتحاد الذي دام لستة أشهر فقط حيث أطيح بالنظام الملكي في العراق في 14 تموز/يوليو1958.

## مقتله

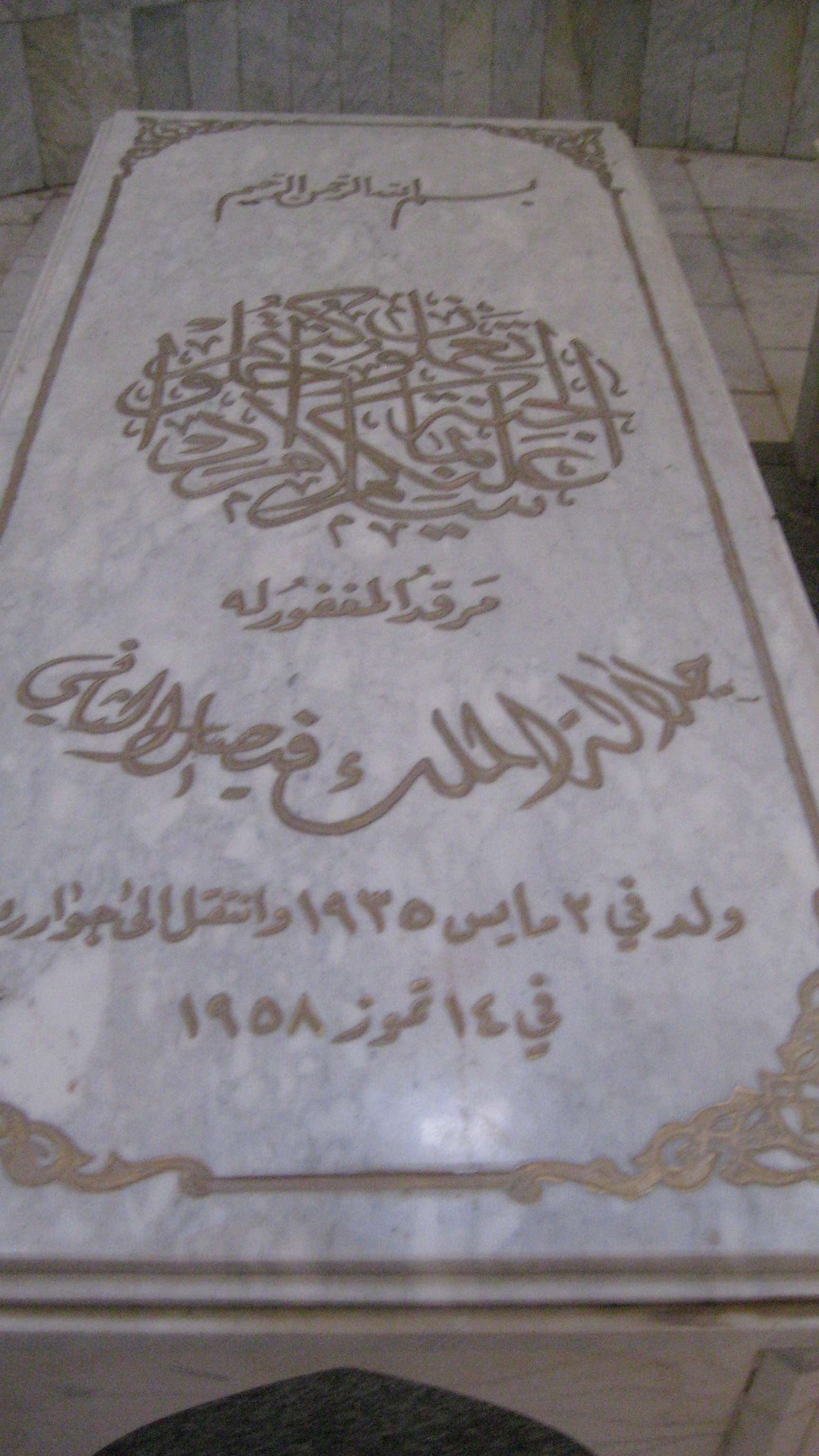
قبر الملك فيصل الثاني في المقبرة الملكية في الأعظمية ببغداد

كان الملك فيصل الثاني قد أعدَّ نفسه للسفر إلى تركيا صباح يوم 14 تموز 1958 برفقة خاله عبد الإله ورئيس الوزراء نوري سعيد لحضور اجتماعات حلف بغداد على أن يغادر تركيا بعد ذلك إلى لندن للقاء خطيبته الأميرة فاضلة إبراهيم سلطان وكان الملك قد حدد يوم 8 تموز 1958 موعداً لسفره وكان أكثر اهتماماً بلقاء خطيبته من صراع الخطب السياسية في اجتماعات الميثاق. ولكن في يوم 7 تموز رجاه وزير المالية بأن يؤجل سفره إلى يوم 9 تموز، للتوقيع على قانون الخدمة الإلزامية، وقانون توحيد النقد والبنك المركزي لدول حلف بغداد، ولهذا وافق الملك بعد إلحاح وفي يوم موعد سفره في 8 تموز أرسل شاه إيران برقية يقول فيها أن لديه معلومات يريد أن يبلغها لمجلس دول حلف بغداد، واقترح لقاء رؤساء دول الحلف ورؤساء وزرائهم في إسطنبول يوم 14 تموز 1958 فاضطر الملك إلى تأجيل سفره للمرة الثانية من 9 تموز إلى 14 تموز.
في صباح يوم 14 تموز/يوليو 1958 استيقظ الملك على أصوات طلقات ناريّة. هبَّ الجميع فزعين الملك والوصي والأميرات والخدم. وخرج أفراد الحرس الملكي إلى حدائق القصر يستقصون مصدر النيران. وازداد رشق الرصاص والإطلاق نحو جهة القصر. ولم يهتد الحرس إلى مصدر النيران في البداية. وإذا بأحد الخدم يسرع إليهم راكضاً ليخبرهم بأنه سمع الراديو يعلن عن قيام ثورة. ومن شرفة قريبة طلب عبدالاله من الحراس بأن يذهبوا إلى خارج القصر ليروا ماذا حصل. وعاد الحراس ليخبروهم بأنهم شاهدوا عددا من الجنود يطوقون القصر. وبعد استفسار الملك عن الموضوع أخبره آمر الحرس الملكي بأن أوامر صدرت لهم بتطويق القصر والمرابطة أمامه.
سارع عبد الإله لفتح المذياع لسماع البيان الأول للحركة وصوت عبد السلام عارف كالرعد يشق مسامعه ومع مرور الوقت سريعاً بدأت تتوالى بيانات الثورة وتردد أسماء الضباط المساهمين بالحركة. أخبر آمر الحرس الملكي الملك بأن قطعات الجيش المتمردة سيطرت على النقاط الرئيسة في بغداد وأعلنوا الجمهورية وأنهم يطلبون من العائلة الملكية تسليم نفسها.
أعلن الملك استسلامه وطُلب منه الخروج مع من معه، وخرج مع الملك كلاً من الأمير عبد الإله وأمه الملكة نفيسة جدة الملك والأميرة عابدية أخت عبد الإله، ثم الأميرة هيام زوجة عبد الإله والوصيفة رازقية وطباخ تركي وأحد المرافقين واثنين من عناصر الحرس الملكي.
وبعد تجمّع الأسرة في باحة صغيرة في الحديقة فتح النار عبد الستار العبوسي من دون أي أوامر وقد أصاب الملك برصاصتين في رأسهِ ورقبته وأصيب الأمير عبد الإله في ظهرهِ ثم لقي حتفه هو الآخر وتوفيت على الفور الملكة نفيسة والأميرة عابدية وجرحت الأميرة هيام في فخذها. وتذكر بعض المصادر بأن حادث إطلاق النار جاء بطريق الخطأ من الحرس الملكي الذي رد عليه المهاجمون وكانت العائلة الملكية في منتصف خط الرمي. وتذكر مصادر أخرى بأن حالة الحماس والارتباك حملت بعض الضباط من صغار الرتب من غير المنضبطين ومن ذوي الانتماءات الماركسية بالشروع في إطلاق النار.
ويروي البعض ممن كان حاضراً في تلك الحظة أن الملك فيصل الثاني حمل المصحف فوق رأسه ورفع الراية البيضاء بيده وخرج ليسلم نفسه بطريقة سلمية حفاظاً على عائلته من الفناء ولكن حدث ما حدث حيث قتل في ذلك الصباح ودُفن فيما بعد في المقبرة الملكية في الأعظمية مع أمه وأبيه وجده وجدته.
نُقلت جثة الملك إلى مستشفى الرشيد العسكري في إحدى غرف العمليات، للتحقق من وفاة الملك، وفي مساء اليوم نفسه حفرت حفرة قريبة من المستشفى في معسكر الرشيد، وأنزلت فيها الجثة وأهيل عليها التراب، ووضعت بعض العلامات الفارقة معها لتدل على مكانها فيما بعد، ثم نقلت الجثة ودفنت في المقبرة الملكية في منطقة الأعظمية في بغداد، بناء على طلب من الملك الحسين بن طلال ملك الأردن في إحدى زياراته للعراق.
وأحيلت باقي الجثث إلى مستشفى الرشيد العسكري عدا جثة الأمير عبد الإله التي سحلت ثم علقت على باب وزارة الدفاع قبل أن تحرق بقية أوصالها وتلقى في نهر دجلة. وقيل أنه دفنت بقية رفاته في المقبرة الملكية.
وهكذا أنهت أحداث صباح يوم 14 تموز 1958 العهد الملكي في العراق، والذي راح ضحيته الملك فيصل الثاني الذي وصف في بعض المصادر التاريخية بأنه (مسكين لا ذنب لهُ)، قتل وعمره 23 سنة، وبسبب هذه الحادثة التي أودت بالعائلة المالكة سقط النظام الملكي في العراق .

## حياته الخاصة

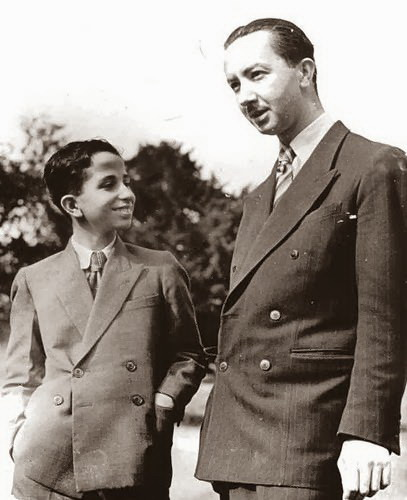
الملك فيصل الثاني مع خاله الأمير عبدالإله

### نسبه
الملك فيصل الثاني بن الملك غازي بن الملك فيصل الأول بن الملك حسين بن علي بن محمد بن عبد المعين بن عون بن محسن بن عبد الله بن الحسين بن عبد الله بن الحسن بن محمد أبو نمي الثاني بن بركات بن محمد بن بركات بن الحسن بن عجلان بن رميثة بن محمد أبو نمي الأول بن الحسن بن علي الأكبر بن قتادة بن إدريس بن مطاعن بن عبد الكريم بن عيسى بن الحسين بن سليمان بن علي بن عبد الله بن محمد الأكبر بن موسى الثاني بن عبد الله الرضا بن موسى الجون بن عبد الله المحض بن الحسن المثنى بن الحسن السبط بن علي بن أبي طالب بن عبد المطلب بن هاشم.

### خطوبته
كان خاطباً للأميرة فاضلة بنت الأمير محمد علي بن محمد بن وحيد الدين بن إبراهيم بن أحمد بن رفعت بن إبراهيم بن محمد علي الكبير ووالدتها هي: الأميرة خان زاده بنت الأمير عمر فاروق ابن الخليفة العثماني عبد المجيد الثاني، ولم يتزوجها[بحاجة لمصدر] بسبب مقتله في 14 تموز/يوليو 1958.

### هواياته
كان ومنذ صغره يحب ركوب الخيل ولا سيما تلك الخيول التي تستعمل في السباق وتسمى خيول (السيسي) وقد منع من ركوبها لاحقا نتيجة إصابته بالربو منذ طفولته.

## معرض الصور

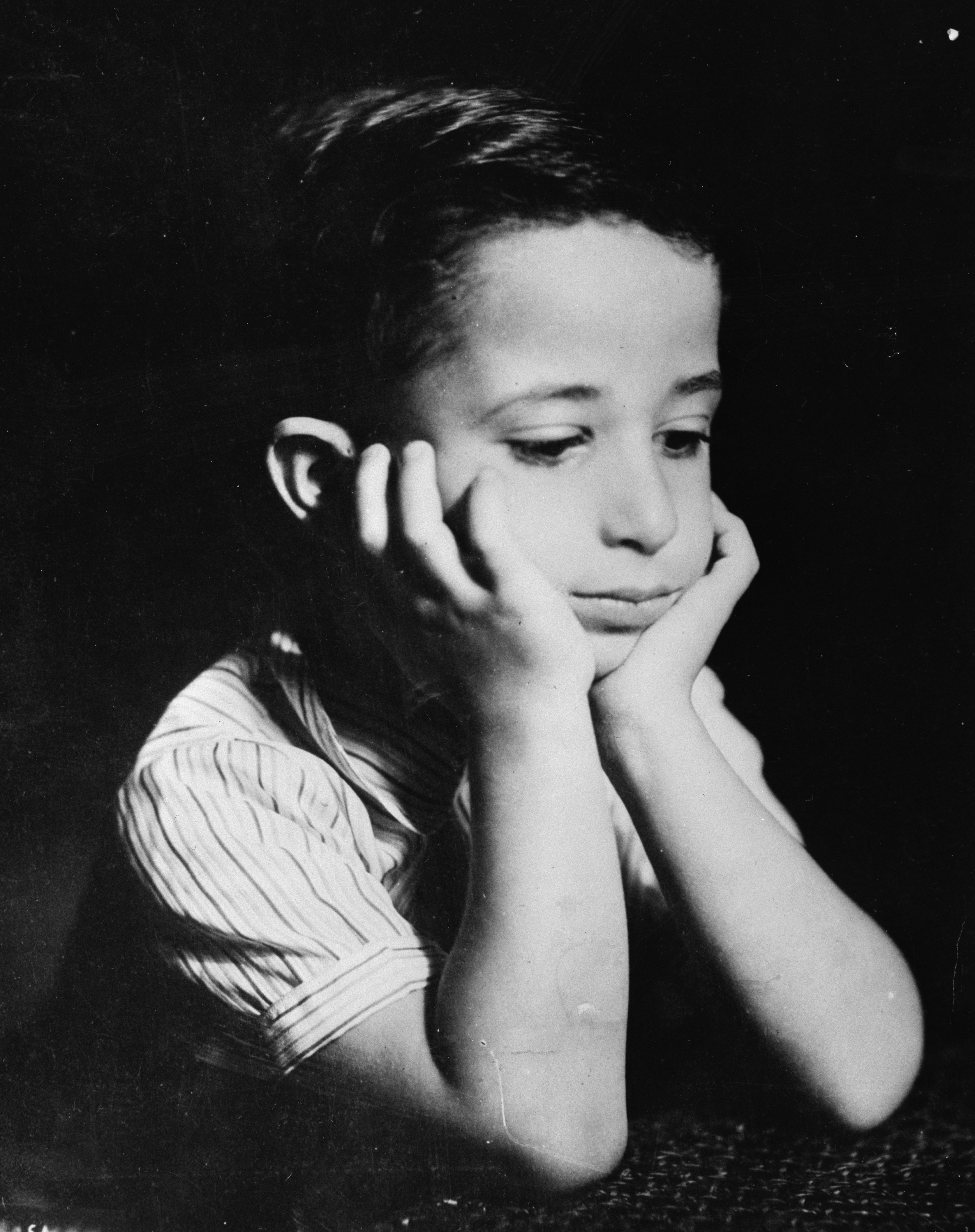
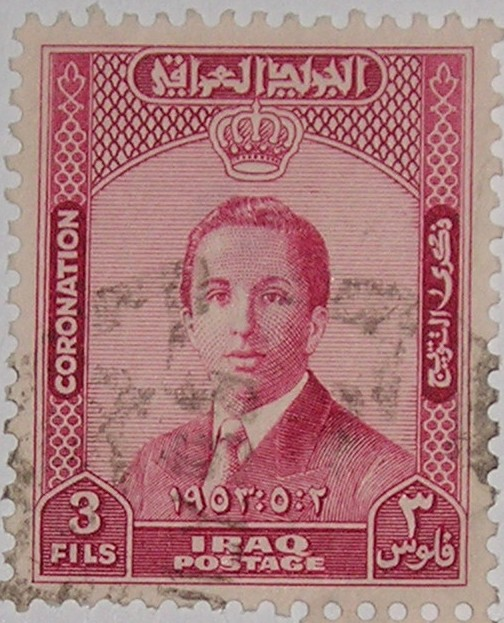
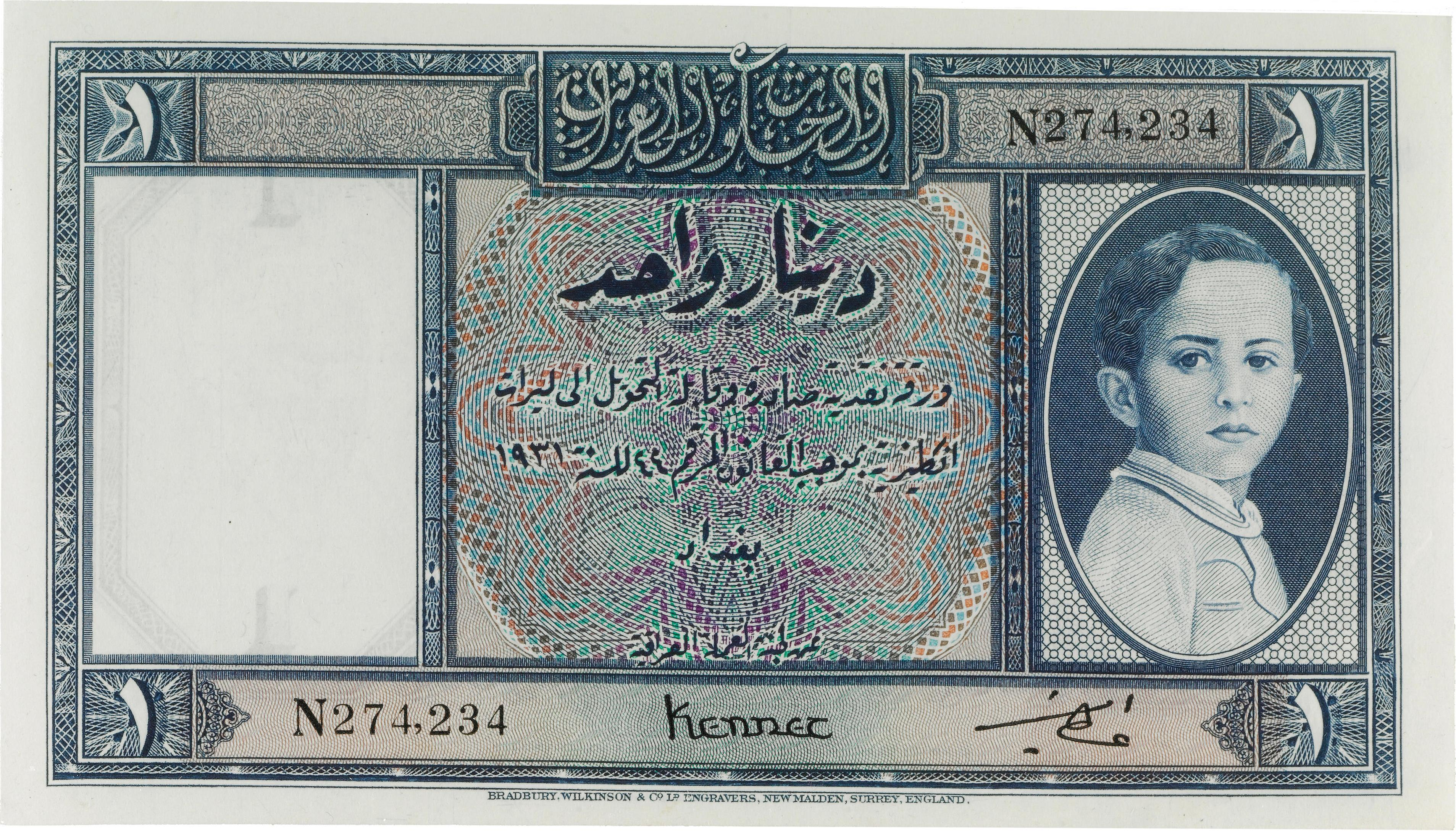
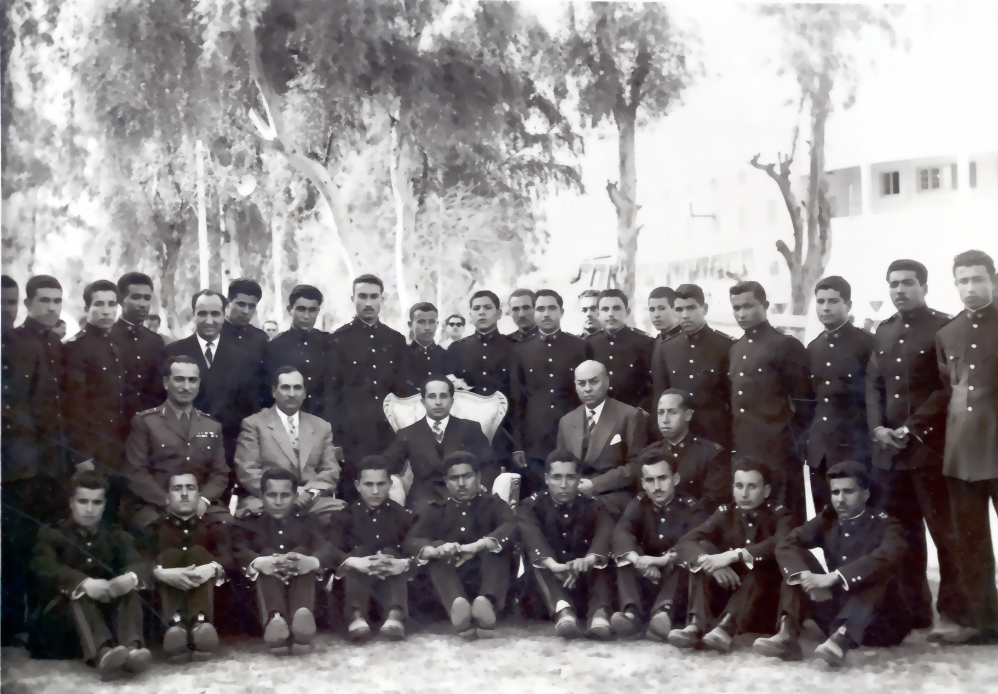
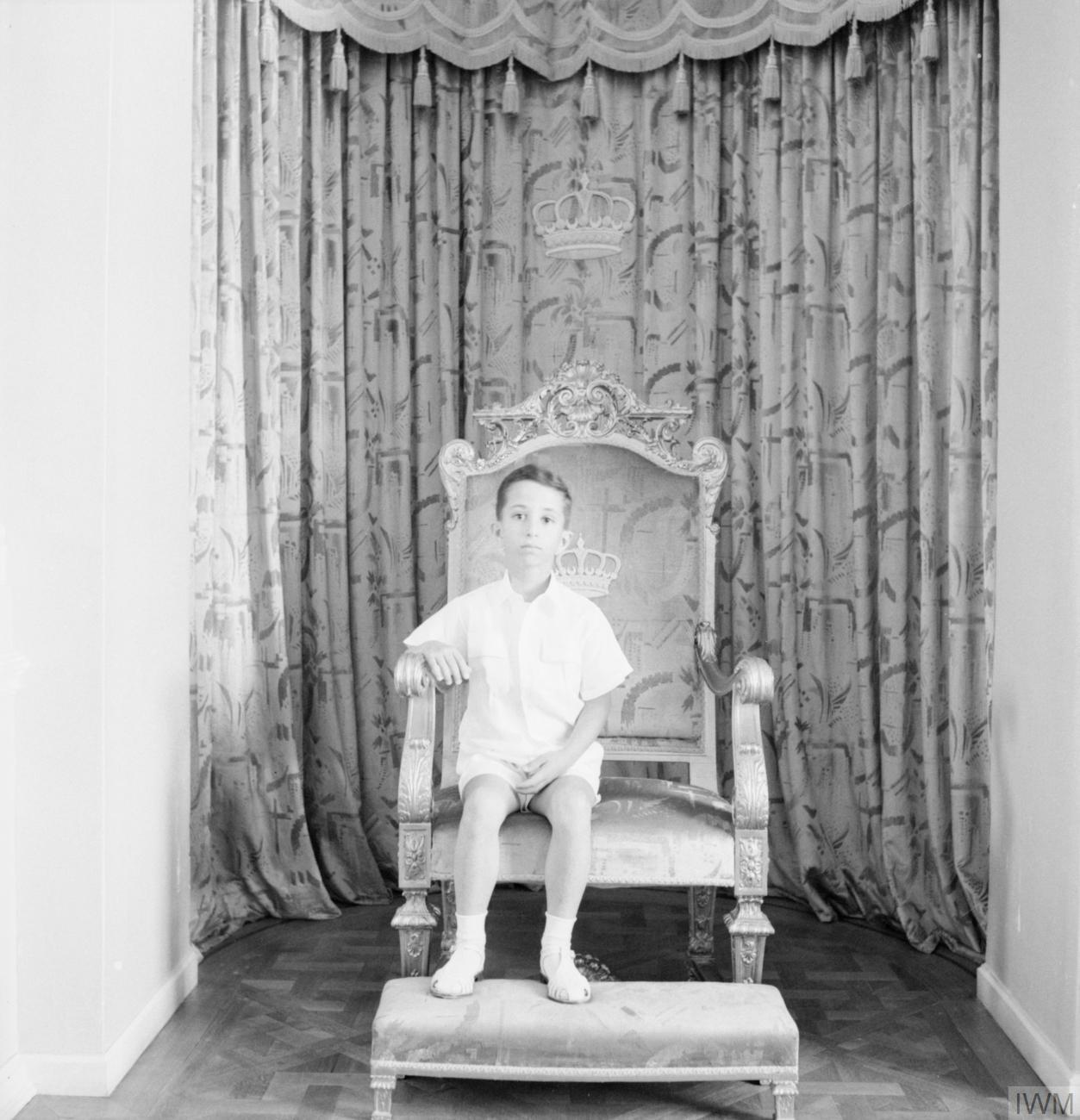
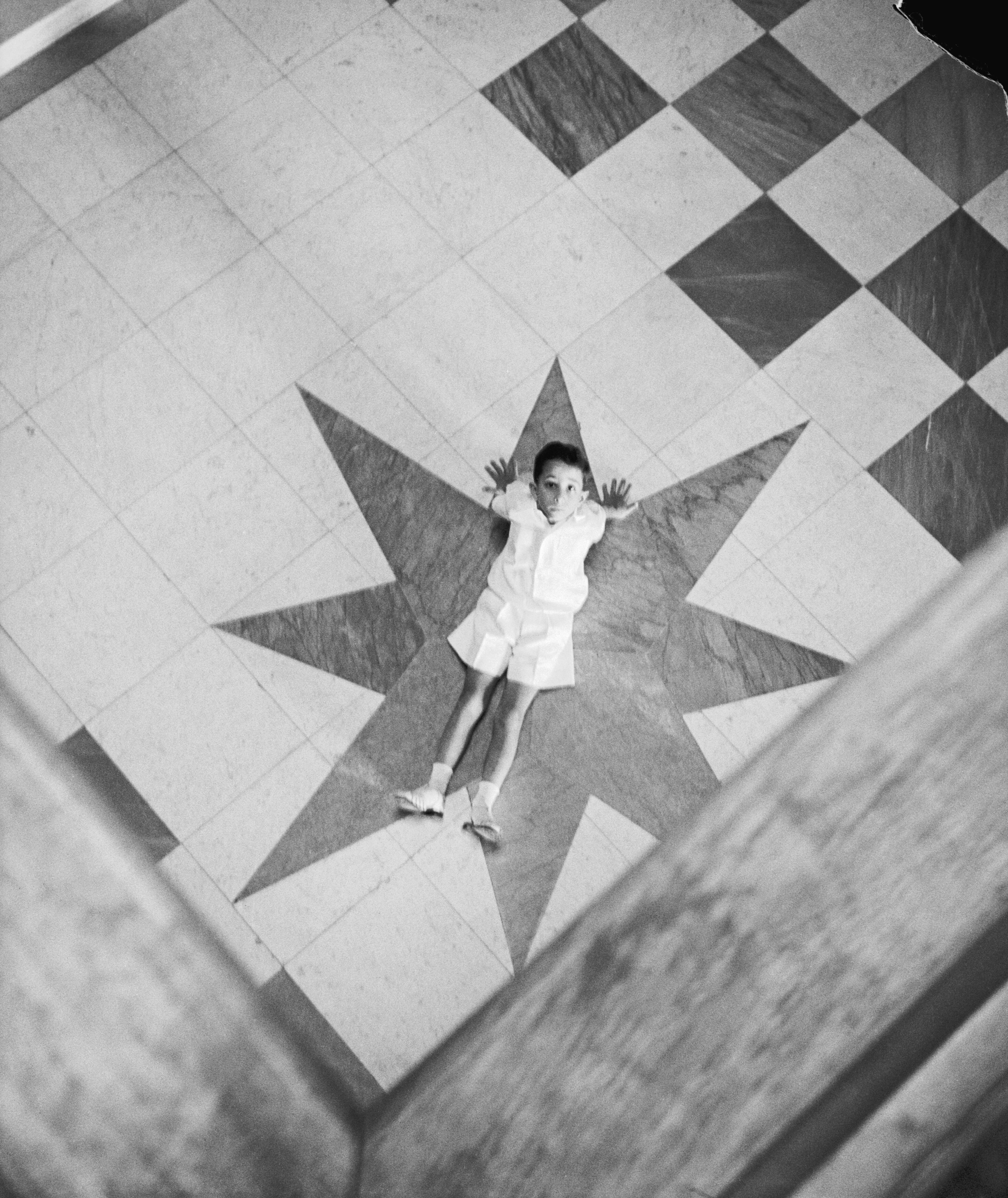
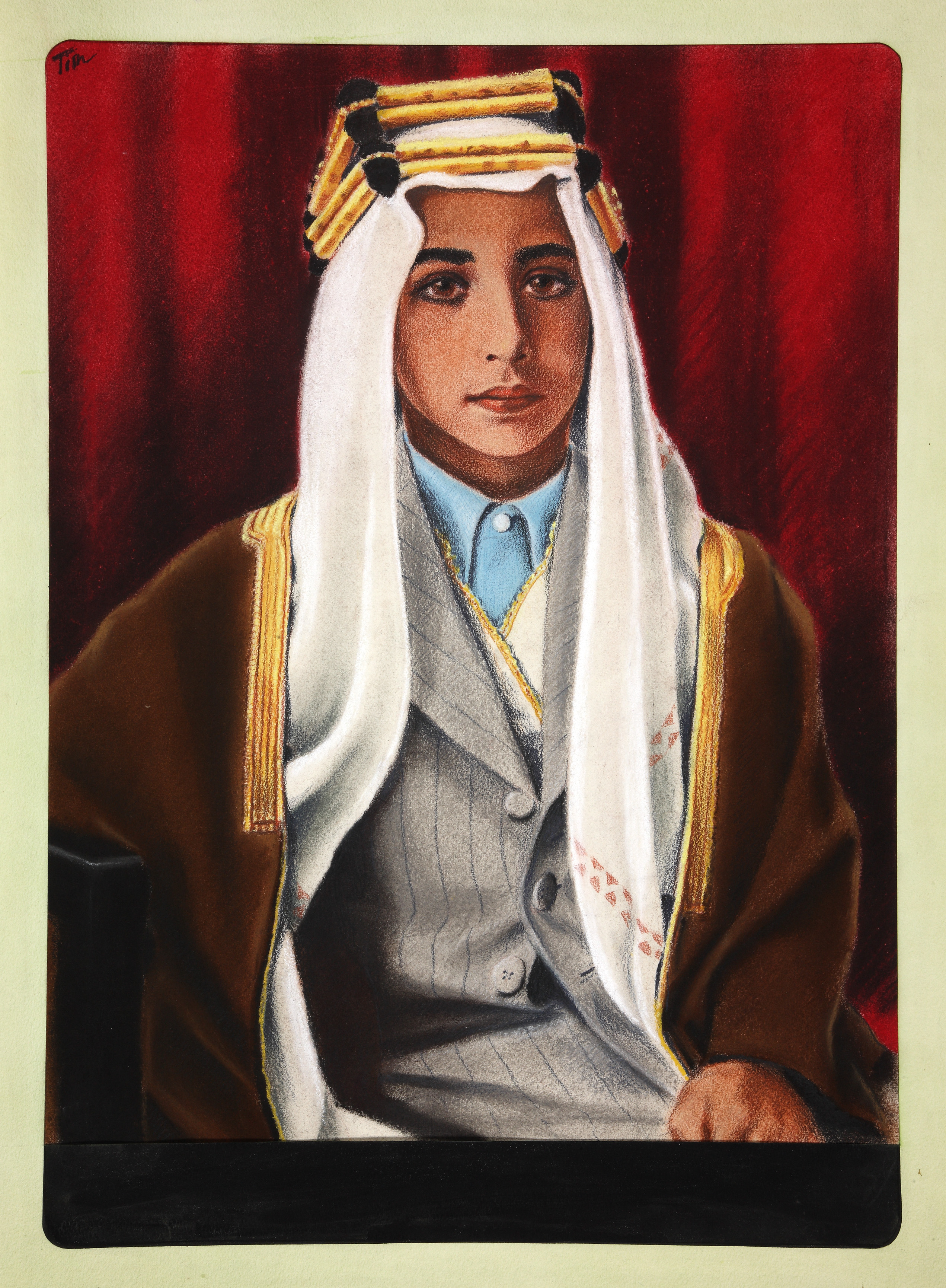
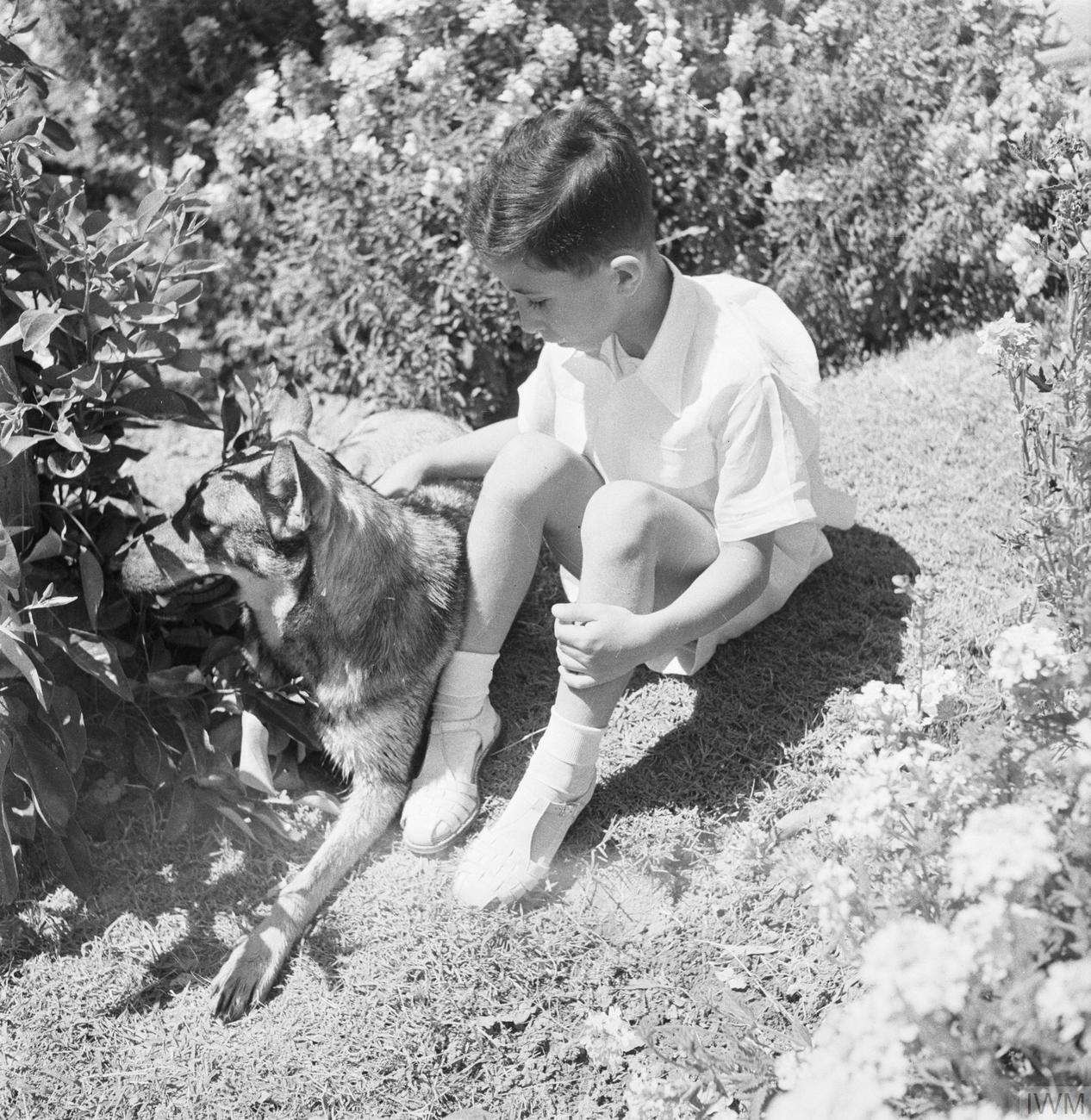
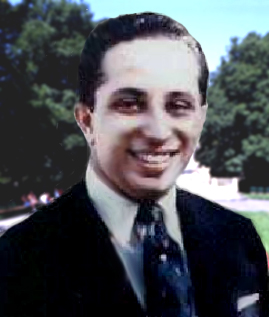
الملك فيصل الثاني
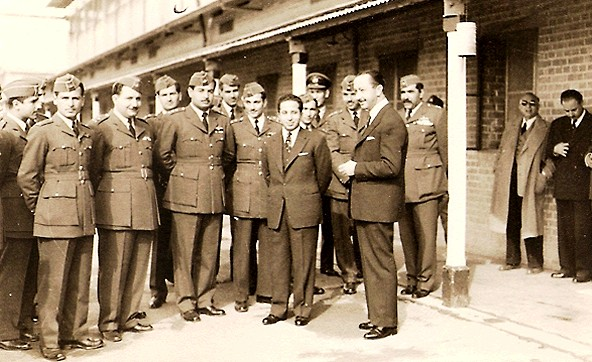
الملك فيصل الثاني مع خاله عبد الإله مع بعض الضباط في الجيش العراق
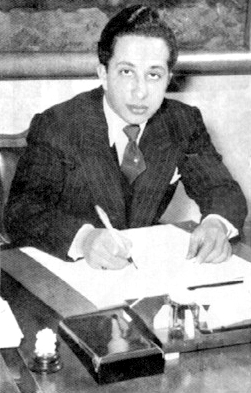
فيصل الثاني في عام 1957
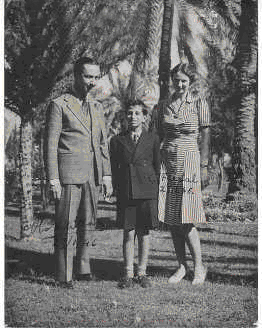
الملك فيصل الثاني ومربيته الإنجليزية وخاله عبد الإله الوصي على عرش العراق
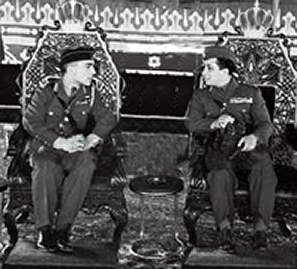
الملك فيصل الثاني وابن عمه الملك حسين بن طلال ملك الأردن
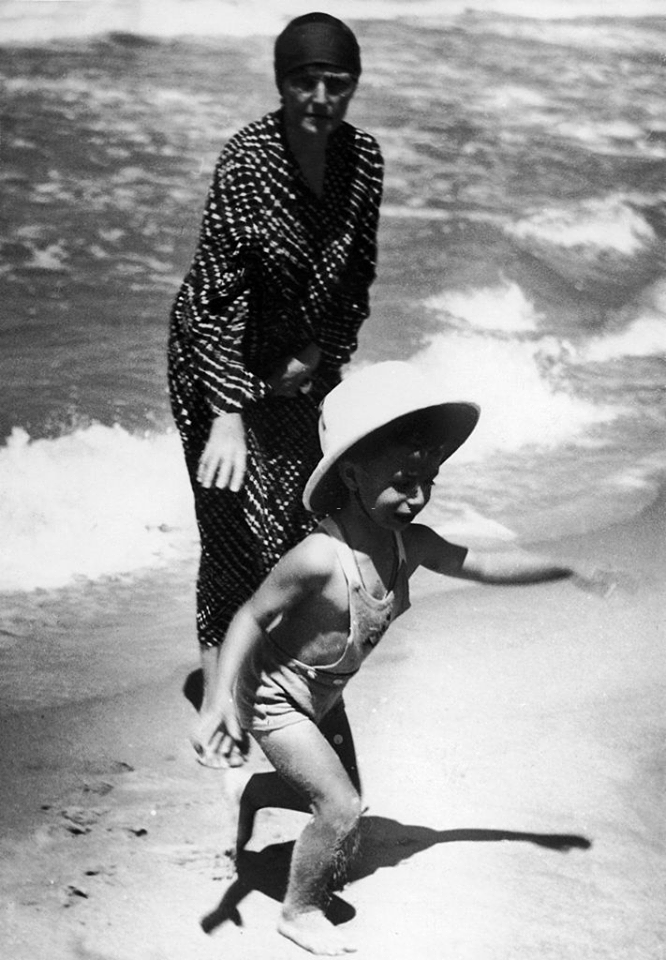
الملك فيصل ملك العراق على إحدى شواطئ بيروت عام 1939

## وصلات خارجية
- فيصل الثاني على موقع الموسوعة البريطانية (الإنجليزية)
- فيصل الثاني على موقع مونزينجر (الألمانية)
- صور ملوك وحكام العراق.
- الخطاب الأخير للملك فيصل الثاني على يوتيوب.